# Шипов, Николай Николаевич (младший)
Николай Николаевич Шипов (младший) (6 февраля 1873 — 29 марта 1958) — командир (утв. в заним. должн. 06.12.1916) Кавалергардского Её Величества государыни императрицы Марии Феодоровны полка (1916—1917), Свиты Его Величества генерал-майор (с 1917).

## Биография
Родился в Царском Селе. Отец — Шипов, Николай Николаевич.
Закончил Александровский лицей. В службу вступил 13.09.1895 юнкером в Кавалергардский Ея Величества полк. Корнет (пр. 16.09.1896; ст. 12.08.1896). Заведующий разведочной командой 4-го эскадрона (1897—1901). Одновременно помощник заведующего полковой школой воспитанников (1898—1900). Поручик (ст. 12.08.1900). Делопроизводитель полкового суда (с 1901). Штабс-Ротмистр (ст. 12.08.1904). Полковой казначей (с 06.12.1904). Полковой адъютант (с 19.08.1906). Ротмистр (ст. 12.08.1908). Полковник (ст. 06.12.1912). Состоял в распоряжении Главнокомандующего войсками гвардии и Петербургского Военного Округа (с 17.02.1914). Участник Первой мировой войны. Командир 5-го Уральского казачьего полка (до 17.05.1916).
Командующий Кавалергардским Ея Величества полком (17.05.1916-28.05.1917). Генерал-майор (пр. 06.12.1916; ст. 06.12.1916; за отличие) с утверждением в занимаемой должности. 13.01.1917 зачислен в Свиту Его Величества.
21 марта 1917 года лишён звания генерала свиты в связи с упразднением всех военно-придворных званий. 
13 июня 1917 года командир Кавалергардского полка, генерал-майор Шипов отчислен, за болезнью, от занимаемой должности, с назначением в резерв чинов при штабе Киевского военного округа и с зачислением по гвардейской кавалерии.
В 1918—1920 — представитель Уральского казачьего Войска в Европе, зам. председателя, а с 30.10.1956 председатель Кавалергардской семьи и Гвардейского объединения, председатель Объединения воспитанников Императорского Александровского лицея, председатель Союза инвалидов во Франции. Во время Гражданской войны — в белых войсках Восточного фронта (1919).
В эмиграции жил во Франции. Похоронен на кладбище Сент-Женевьев-де-Буа.

## Образование
- Александровский лицей (1895),
- офицерский экзамен при Николаевском кавалерийском училище (1896).

## Семья
Был женат на Анне Михайловне Раевской (1876—1967), дочери М. Н. Раевского. Фрейлина Высочайшего Двора. Член Дамского общества в память императрицы Марии Федоровны. Свадьба — 29.04.1902, Царское Село.
- Сестры:
Наталия (Миллер; 15 сентября 1870 — 10 октября 1945, Париж)
Дарья (Давыдова; 6 декабря 1871 — ?)
Елена (Безак; 26 мая 1880 — 4 августа 1971, Окленд, Калифорния, США)[5], была замужем за Ф. Н. Безаком.
Мария (Клейнмихель; 06 августа 1877 — ?)
- Дети[6]:
Мария (1902—1993)
Николай (1904 — ?)
Михаил (1908 — ?)